# Lytocarpia alata
Lytocarpia alata is een hydroïdpoliep uit de familie Aglaopheniidae. De poliep komt uit het geslacht Lytocarpia. Lytocarpia alata werd in 2003 voor het eerst wetenschappelijk beschreven door Vervoort & Watson. 